# 述異記 (東軒主人)
『述異記』（じゅついき）は、清の東軒主人が撰したとされる文言小説集。3巻。

## 概要
東軒主人に関しては素性経歴が不明であるが、『述異記』中に江蘇省松江府附近の記事が多いため、そのあたりが郷里だったのではないかとも推測されている。1701年に書かれた東軒主人の自序があり、『聊斎志異』の完成が1689年とされるので、そのいくらか後、あるいはほとんど同時代の作と見られている。本書の刊本は、1702年？以降に呉震方が刊行した叢書『説鈴』に収録され伝わっている。

## 日本語訳書
- 前野直彬 訳 『閲微草堂筆記（抄） 子不語（抄） 他』〈中国古典文学大系 42〉平凡社 1971年  ISBN 978-4582312423。14篇を翻訳。底本は呉震方輯『説鈴』2種刊本を校合。

## 参考図書
- 東軒主人輯『述異記』、国立国会図書館デジタルコレクション 《呉震方輯 説鈴》1819年重刊（第27冊）卷41-42 上・中、（第28冊）巻43 下 。

## 注・出典
1. ↑  とうけんしゅじん、姓名、生没年等不明。
2. ↑  文言小説とは、宋代以後の中国小説史の上で、大きな比重を占めてはいなかったために、形態名が与えられていなかったこの分野に対し、前野直彬が仮に付けた呼称である。平凡社 中国古典文学大系 42  解説 p.503 。
3. ↑  中国古典文学大系 42 解説 p.514 。